# Joachim Kokaté
Joachim Kokaté é um militar e político centro-africano da etnia Yakoma.

## Biografia
No final da década de 2000 rebelou-se contra François Bozizé, sendo um fiel apoiante de André Kolingba e Charles Massi. Era porta-voz do Collectif des Officiers Libres e comandante-em-chefe do Collectif des Officiers résistants au dictateur dentro da Convenção dos Patriotas pela Justiça e Paz (CPJP), uma coalizão rebelde predominantemente nortista, enquanto Joachim Kokaté é originário da região ubangiana.
Em março de 2012, em Niamey (Níger), representou a CPJP durante a assinatura de um acordo com Michel Djotodia (UFDR), Abdoulaye Miskine (FDPC) e o opositor chadiano Abakar Assileck Halata (FSR), criando a FUCA (Front Uni pour la Centrafrique) que não terá qualquer atividade real no terreno, mas que será a base da futura Séléka. Também na primavera de 2012, negociou com o rebelde chadiano Baba Laddé e a centro-africana Marie-Reine Hassen para criar uma organização anti-Bozizé. Para isso, Joachim Kokaté tentou reunir antigos colaboradores da República do Congo e da República Democrática do Congo, mas foi detido em Maio de 2012, em Brazzaville, pela Direction Générale de la Surveillance du Territoire (DGST), acusando-o de "prejudicar as boas relações diplomáticas entre a RCA e o Congo".
Em Agosto de 2012, a CPJP dividiu-se entre uma facção favorável ao governo centro-africano, da qual Kokaté era membro, e uma facção favorável à continuação da luta armada e que fundou a Séléka com outros movimentos.
Após a ofensiva da Séléka no final de 2012, participou nos Acordos de Libreville de Janeiro-Fevereiro de 2013, como político-militar desarmado e foi nomeado Ministro das Pequenas e Médias Empresas no primeiro governo de unidade nacional de Nicolas Tiangaye, até a Seleka assumir o poder em 24 de março de 2013.
Em 17 de agosto de 2013, à frente do Collectif des Officiers Libres, convocou a adesão à Front pour le Retour à l’Ordre Constitutionnel en Centrafrique de François Bozizé. Com esta participará na formação dos grupos anti-balaka. Em novembro de 2013 reúne-se com o chadiano Baba Laddé, que acabara de se encontrar com Jean-Francis Bozizé em Nairóbi para agrupar os homens do rebelde chadiano e os do sudanês Moussa Assimeh para François Bozizé. Estas negociações terminaram com a ofensiva anti-balaka de 5 de dezembro de 2013.
No início de Janeiro de 2014, participou na cimeira extraordinária da Comunidade Econômica dos Estados da África Central (CEEAC) em N'Djamena, como coordenador militar do Movimento de Revolta Popular para a Refundação da República Centro-Africana (MRPRC), que apresenta-se como o braço político do movimento anti-balaka.
Em 15 de fevereiro de 2014, apareceu como líder da facção anti-balaka favorável à paz com o novo regime de Catherine Samba-Panza.
Em março de 2014, tornou-se Ministro Conselheiro do Primeiro-Ministro. Em agosto de 2014, foi nomeado conselheiro do Primeiro-Ministro Mahamat Kamoun como representante dos anti-balaka.
De Dezembro de 2014 a Fevereiro de 2015, participou nas negociações e acordos de Nairóbi entre o antigo Séléka e os anti-balakas com François Bozizé, Michel Djotodia e Noureddine Adam. Estes acordos são condenados pelas autoridades de Bangui e pela comunidade internacional.